# İsmail Cem
İsmail Cem İpekçi, né le 15 février 1940 à Istanbul (Turquie) et mort le 24 janvier 2007 dans la même ville, est un journaliste et homme politique turc.

## Biographie
Issu d'une famille Dönme aisée, il fit ses études secondaires au lycée privée américain Robert College à Istanbul. Après avoir accompli ses études de droit à l’Université de Lausanne, il obtint un DEA en sociologie politique à l’Institut d'études politiques de Paris.
De retour en Turquie, il se lança dans le journalisme. Entre 1974 et 1975, il fut le directeur général de TRT (Radio-Télévision de Turquie). Il fut élu député d’Istanbul en 1987 dans la liste du parti SHP, social-démocrate. Il fut ministre de la Culture en 1995. Il passa ensuite au parti DSP, centre gauche nationaliste. Finalement il devint ministre des Affaires étrangères en 1997, poste qu'il occupa jusqu’en 2002. Peu après, il quitte la vie politique en raison des problèmes de santé. Pendant son ministère, il fut l'architecte du rapprochement gréco-turc. 
À part son rôle dans la vie politique turque, il est aussi considéré comme l’un des plus importants idéologues du mouvement social-démocrate en Turquie. Il a publié plusieurs ouvrages à ce propos, ainsi que ses mémoires. 
Il était marié et a eu deux enfants.
Il est un cousin d’Abdi İpekçi.